# Protilema granulosum
Protilema granulosum är en skalbaggsart som beskrevs av Stefan von Breuning 1942. Protilema granulosum ingår i släktet Protilema och familjen långhorningar. Inga underarter finns listade i Catalogue of Life.